# 오타 다쿠지
오타 다쿠지(일본어: 大田 卓司, 1951년 3월 1일 ~ )는 일본의 전 프로 야구 선수이자 야구 지도자, 야구 해설가·평론가이다. 오이타현 쓰쿠미시 출신이며 현역 시절 포지션은 외야수였다.

## 상세 정보

### 출신 학교
- 오이타 현립 쓰쿠미 고등학교

### 선수 경력
- 니시테쓰 라이온스·다이헤이요 클럽 라이온스·크라운라이터 라이온스·세이부 라이온스(1969년 ~ 1986년)

### 지도자 경력
- 후쿠오카 다이에 호크스 1군 타격 코치(1990년 ~ 1995년)
- La New 베어스 감독(2004년)
- SK 와이번스 1군 타격 코치(2007년)
- 도쿄 야쿠르트 스왈로스 1군 타격 코치(2008년 ~ 2010년)

### 수상·타이틀 경력
- 베스트 나인 : 1회(1976년) ※지명타자 부문
- 월간 MVP : 1회(1982년 5월)
- 일본 시리즈 MVP : 1회(1983년)
- 일본 시리즈 우수 선수상 : 1회(1982년)
- 퍼시픽 리그 플레이오프 MVP : 1회(1982년)

### 개인 기록

#### 첫 기록
- 첫 출장 : 1969년 9월 14일, 대 긴테쓰 버펄로스 21차전(헤이와다이 구장), 9회말에 나카이 에쓰오의 대타로 출장
- 첫 선발 출장 : 1970년 9월 17일, 대 긴테쓰 버펄로스 24차전(닛세이 구장), 7번·좌익수로서 선발 출장
- 첫 안타 : 1970년 9월 24일, 대 난카이 호크스 17차전(헤이와다이 구장), 2회말에 무라카미 마사노리로부터
- 첫 타점 : 1970년 10월 4일, 대 도에이 플라이어스 25차전(고라쿠엔 구장), 8회초에 이와사키 기요타카로부터
- 첫 홈런 : 1970년 10월 11일, 대 난카이 호크스 25차전(고쿠라 구장), 8회말에 사토 미치오로부터

#### 기록 달성 경력
- 통산 100홈런 : 1981년 6월 3일, 대 한큐 브레이브스 전기 11차전(니시쿄고쿠 구장), 4회초에 세키구치 도모유키로부터 좌월 2점 홈런 ※역대 119번째
- 통산 1000경기 출장 : 1982년 8월 15일, 대 한큐 브레이브스 후기 9차전(세이부 라이온스 구장), 4번·지명타자로서 선발 출장 ※역대 231번째
- 통산 150홈런 : 1984년 7월 27일, 대 한큐 브레이브스 20차전(한큐 니시노미야 구장), 9회초에 유키자와 히사타카의 대타로서 출장, 야마오키 유키히코로부터 좌월 솔로 홈런 ※역대 73번째

#### 기타
- 올스타전 출장 : 3회(1976년, 1982년, 1983년)

### 등번호
- 44(1969년 ~ 1971년)
- 25(1972년 ~ 1986년)
- 86(1990년 ~ 1995년)
- 73(2004년, 2008년 ~ 2010년)

### 연도별 타격 성적
| 연 도       | 소 속                             | 경 기 | 타 석 | 타 수 | 득 점 | 안 타 | 2 루 타 | 3 루 타 | 홈 런 | 루 타 | 타 점 | 도 루 | 도 루 자 | 희 생 번 | 희 생 플 | 볼 넷 | 고 4 | 사 구 | 삼 진 | 병 살 타 | 타 율 | 출 루 율 | 장 타 율 | O P S |
| ----------- | --------------------------------- | ----- | ----- | ----- | ----- | ----- | ------- | ------- | ----- | ----- | ----- | ----- | -------- | -------- | -------- | ----- | ---- | ----- | ----- | -------- | ----- | -------- | -------- | ----- |
| 1969년      | 니시테쓰 다이헤이요 크라운 세이부 | 2     | 2     | 2     | 0     | 0     | 0       | 0       | 0     | 0     | 0     | 0     | 0        | 0        | 0        | 0     | 0    | 0     | 1     | 0        | .000  | .000     | .000     | .000  |
| 1970년      | 니시테쓰 다이헤이요 크라운 세이부 | 23    | 53    | 49    | 5     | 12    | 3       | 0       | 1     | 18    | 2     | 0     | 1        | 1        | 1        | 2     | 0    | 0     | 10    | 0        | .245  | .269     | .367     | .636  |
| 1971년      | 니시테쓰 다이헤이요 크라운 세이부 | 51    | 97    | 92    | 7     | 23    | 2       | 0       | 1     | 28    | 4     | 0     | 1        | 0        | 2        | 3     | 0    | 0     | 26    | 2        | .250  | .268     | .304     | .572  |
| 1972년      | 니시테쓰 다이헤이요 크라운 세이부 | 99    | 286   | 268   | 30    | 67    | 11      | 2       | 12    | 118   | 36    | 3     | 5        | 2        | 2        | 12    | 0    | 2     | 55    | 5        | .250  | .285     | .440     | .725  |
| 1973년      | 니시테쓰 다이헤이요 크라운 세이부 | 82    | 131   | 119   | 11    | 27    | 4       | 0       | 3     | 40    | 21    | 3     | 1        | 0        | 3        | 7     | 2    | 2     | 25    | 1        | .227  | .275     | .336     | .611  |
| 1974년      | 니시테쓰 다이헤이요 크라운 세이부 | 49    | 73    | 61    | 8     | 18    | 3       | 1       | 2     | 29    | 9     | 2     | 2        | 0        | 1        | 10    | 0    | 1     | 13    | 1        | .295  | .397     | .475     | .872  |
| 1975년      | 니시테쓰 다이헤이요 크라운 세이부 | 43    | 87    | 76    | 11    | 21    | 3       | 1       | 5     | 41    | 21    | 1     | 0        | 1        | 2        | 8     | 0    | 0     | 8     | 2        | .276  | .337     | .539     | .876  |
| 1976년      | 니시테쓰 다이헤이요 크라운 세이부 | 118   | 461   | 422   | 51    | 114   | 9       | 1       | 23    | 194   | 68    | 6     | 3        | 6        | 6        | 23    | 0    | 4     | 52    | 15       | .270  | .310     | .460     | .770  |
| 1977년      | 니시테쓰 다이헤이요 크라운 세이부 | 96    | 292   | 273   | 30    | 72    | 6       | 0       | 13    | 117   | 40    | 5     | 1        | 2        | 3        | 13    | 1    | 1     | 41    | 8        | .264  | .297     | .429     | .726  |
| 1978년      | 니시테쓰 다이헤이요 크라운 세이부 | 74    | 122   | 111   | 9     | 36    | 4       | 0       | 2     | 46    | 18    | 0     | 2        | 1        | 2        | 8     | 1    | 0     | 14    | 3        | .324  | .364     | .414     | .778  |
| 1979년      | 니시테쓰 다이헤이요 크라운 세이부 | 91    | 236   | 216   | 31    | 58    | 16      | 1       | 14    | 118   | 38    | 0     | 0        | 0        | 2        | 16    | 2    | 2     | 21    | 6        | .269  | .322     | .546     | .868  |
| 1980년      | 니시테쓰 다이헤이요 크라운 세이부 | 86    | 233   | 207   | 34    | 58    | 6       | 1       | 12    | 102   | 42    | 0     | 1        | 3        | 2        | 17    | 0    | 4     | 29    | 7        | .280  | .343     | .493     | .836  |
| 1981년      | 니시테쓰 다이헤이요 크라운 세이부 | 100   | 366   | 332   | 53    | 92    | 15      | 0       | 24    | 179   | 64    | 3     | 1        | 0        | 5        | 26    | 1    | 3     | 25    | 12       | .277  | .331     | .539     | .870  |
| 1982년      | 니시테쓰 다이헤이요 크라운 세이부 | 106   | 359   | 319   | 41    | 89    | 12      | 0       | 17    | 152   | 58    | 0     | 0        | 1        | 6        | 27    | 3    | 6     | 42    | 12       | .279  | .341     | .476     | .817  |
| 1983년      | 니시테쓰 다이헤이요 크라운 세이부 | 105   | 417   | 397   | 55    | 118   | 18      | 2       | 20    | 200   | 67    | 1     | 1        | 0        | 2        | 14    | 4    | 4     | 29    | 12       | .297  | .326     | .504     | .830  |
| 1984년      | 니시테쓰 다이헤이요 크라운 세이부 | 42    | 151   | 141   | 19    | 29    | 3       | 2       | 5     | 51    | 16    | 0     | 1        | 0        | 1        | 7     | 0    | 2     | 7     | 15       | .206  | .252     | .362     | .614  |
| 1985년      | 니시테쓰 다이헤이요 크라운 세이부 | 88    | 240   | 221   | 27    | 53    | 9       | 0       | 10    | 92    | 38    | 0     | 0        | 0        | 3        | 16    | 0    | 0     | 17    | 11       | .240  | .288     | .416     | .704  |
| 1986년      | 니시테쓰 다이헤이요 크라운 세이부 | 59    | 159   | 153   | 14    | 36    | 6       | 0       | 7     | 63    | 22    | 1     | 0        | 0        | 1        | 4     | 0    | 1     | 15    | 4        | .235  | .258     | .412     | .670  |
| 통산 : 18년 | 통산 : 18년                       | 1314  | 3765  | 3459  | 436   | 923   | 130     | 11      | 171   | 1588  | 564   | 25    | 20       | 17       | 44       | 213   | 14   | 32    | 430   | 116      | .267  | .312     | .459     | .771  |

- 니시테쓰(니시테쓰 라이온스)는 1973년에 다이헤이요(다이헤이요 클럽 라이온스), 1977년에 크라운(크라운라이터 라이온스), 1979년에 세이부(세이부 라이온스)로 구단명을 변경